# Eurydice bowmani
Eurydice bowmani är en kräftdjursart som beskrevs av George och Longerbeam 1998. Eurydice bowmani ingår i släktet Eurydice och familjen Cirolanidae. Inga underarter finns listade i Catalogue of Life.